# Brownsville (Minnesota)
Brownsville – miasto w Stanach Zjednoczonych, w stanie Minnesota, w hrabstwie Houston.